# Steve Brookstein
Steve Brookstein (London, 1968. november 10. –) egy brit jazz és soul stílusban előadó énekes, aki a The X Factor első évadának megnyerése után vált népszerűvé. Mitchamben (Dél-London) született.

## Karrierje

### 1997
1997-ben, X Factoros versenyzése előtt hét évvel az ITV tehetségkutatójába, a The Big Big Talent Showba jelentkezett, ahol döntős lett.

### 2004:The X Factor
2004 elején Brookstein jelentkezett a The X Factor első évadába, mely egy új tehetségkutató műsor volt új sztárok felfedezéséhez (a Pop Idolt váltotta fel), őt Shayne Ward követte, a második évadot nyerte meg. A meghallgatások során két mentort Sharon Osbournet és Louis Walshet nem győzte meg, szerintük hiányzott belőle a motiváció és a magabiztosság, viszont a harmadik zsűritag, Simon Cowell úgy gondolta, hogy az előadás jó volt, és megkérte Brooksteint, jelenjen meg másnap, és énekeljen ismét. Ekkor sikerült meggyőznie a másik két tagot is, és továbbjutott a versenyben. Végül elérte az élő adásokat, ahol már a közönség döntött. A 25 felettiek közé jutott, mentora Cowell lett. 2004. december 11-én elérte a döntőt, ahol a G4 ellen megnyerte a versenyt, Osbourne kitörése ellenére. Sharon szerint ő gyűjtötte össze a legtöbb szavazatot az élő adások során.

### 2004–2006:Heart and Soul
A The X Factor megnyerése után Brookstein rögtön szerződést írt alá a Sony BMG kiadónál, ahol kiadta első kislemezét, a Against All Odds (Take a Look at Me Now) feldolgozását 2004. december 20-án. A brit kislemezlista második helére jutott, majd 2005 januárjában első lett. Írországban 11. lett. A videóklip jeleneteket tartalmazott a tehetségkutatóból.
Brookstein kiadta első albumát, a Heart and Soult 2005. május 9-én, mely sikeres volt, és a brit albumlista első helyezéséig jutott el, közel 250 000 eladott példánnyal. Habár Brookstein folytatta a dalok előadását, nem sikerült új kislemezt kiadni a lemezről. 2005 augusztusában bejelentették, Brookstein nem tartozik már a kiadóhoz, a sikeres album és kislemez ellenére.

### 2006:40,000 Things
Miután távozott kiadójától, Brookstein következő évét saját anyagának írásával töltötte, és létrehozta saját kiadóját. 2006. október 2-án kiadta második, Fighting Butterflies című kislemezét. A videóklip ellenére sem hozott nagy sikert, a brit kislemezlista 75 legjobbja közé sem jutott be. Ettől függetlenül Brookstein 2006. október 9-én kiadta második albumát, mely a 40,000 Things címet kapta. Viszont a lemez sem ért el jelentős sikereket. 2006 novemberében egy nagyobb turnéba kezdett, hogy promotálja albumát.

### 2007 – napjainkig
2007 júniusában P&O Portsmouthból Bilbaóba tartó hajóján jelent meg, Chico Slimani és Journey South mellett. 2007 szeptemberében Great American Soul Book nevezetű turnéját kezdte el, majd Ian Levine Disco 2008 című albumára vette fel a Head Over Heels című dalt. Jelenleg új dalokat ír.
2008-ban az apát játszotta az Our House című musicalben.
2009-ben felesége, Eileen Hunter jazz stílusú albumán dolgozott, és több kisebb helyszínen lépett fel, például a Pizza Expressben, Maidstoneban.
2010 májusában a legelfeledettebb reality személyiségnek szavazta 1286látogató a Pre Loved című weboldalon, 87%-os szavazati aránnyal.